# Time Out (album)
Time Out je studiové album amerického jazzového klavíristy Dave Brubecka, vydané se souborem The Dave Brubeck Quartet v prosinci 1959. Jeho nahrávání probíhalo v 25. června, 1. července a 18. srpna 1959 v Columbia 30th Street Studio v New Yorku. Album vyšlo u vydavatelství Columbia Records a jeho producentem byl Teo Macero.

## Seznam skladeb
| Strana 1 (LP) | Strana 1 (LP)        | Strana 1 (LP) |
| Pořadí        | Název                | Délka         |
| ------------- | -------------------- | ------------- |
| 1.            | Blue Rondo à la Turk | 6:44          |
| 2.            | Strange Meadow Lark  | 7:22          |
| 3.            | Take Five            | 5:24          |

| Strana 2 (LP) | Strana 2 (LP)       | Strana 2 (LP) |
| Pořadí        | Název               | Délka         |
| ------------- | ------------------- | ------------- |
| 1.            | Three to Get Ready  | 5:24          |
| 2.            | Kathy's Waltz       | 4:48          |
| 3.            | Everybody's Jumpin' | 4:23          |
| 4.            | Pick Up Sticks      | 4:16          |

## Obsazení
- Dave Brubeck – klavír
- Paul Desmond – altsaxofon
- Eugene Wright – kontrabas
- Joe Morello – bicí